# Белявский, Александр Генрихович
Алекса́ндр Ге́нрихович Беля́вский (рус.  Олександр Генріхович Бєлявський; род. 17 декабря 1953, Львов) — советский, украинский и словенский шахматист, гроссмейстер (1975), претендент на мировое первенство, четырёхкратный чемпион СССР (1974, 1981, 1987, 1990). В составе команды СССР двукратный победитель командных чемпионатов мира (1985, 1989), и четырёхкратный победитель шахматных олимпиад (1982, 1984, 1988, 1990). Заслуженный мастер спорта СССР (1990), заслуженный тренер ФИДЕ (2004).

## Биография
Родился 17 декабря 1953 года во Львове.
В 14 лет стал мастером спорта СССР, выполнив норму на турнире в Вильнюсе в 1968 году. Ещё через год Белявский стал самым молодым участником на юношеском турнире в Гронингене, где набрал 6 очков из 9 и занял 3-е место, пропустив вперёд венгра Андраша Адорьяна и югослава Любомира Любоевича.
В 1973 году Белявский добился права участвовать в юношеском первенстве мира в английском городе Тиссайд и стал чемпионом, набрав 8,5 очка из 11 возможных. После этой победы Белявский без отбора был допущен к участию в чемпионате СССР (1973), где он занял последнее место, проиграв первые шесть партий.
На международном турнире 1974 года в Лас-Пальмасе, разделив 3—4-е места, получил первый гроссмейстерский балл. Затем последовал блестящий успех в чемпионате СССР — 1—2-е места с Михаилом Талем.
25 июня 1977 года в Ленинграде на международном турнире, посвященным 60-летию Октябрьской революции, Белявский победил чемпиона мира Анатолия Карпова и стал членом символического клуба Михаила Чигорина.
Постепенно Белявский выдвинулся в число сильнейших шахматистов мира. Его результат на международном турнире в Аликанте (1978) стал одним из самых выдающихся в истории: 13 очков в 13 партиях. Белявского приглашали на самые представительные турниры. Среди них был, например, турнир в Бадене (1980), в котором участвовали гроссмейстеры, имевшие коэффициент около 2600. Белявский разделил 1—2-е места с Борисом Спасским.

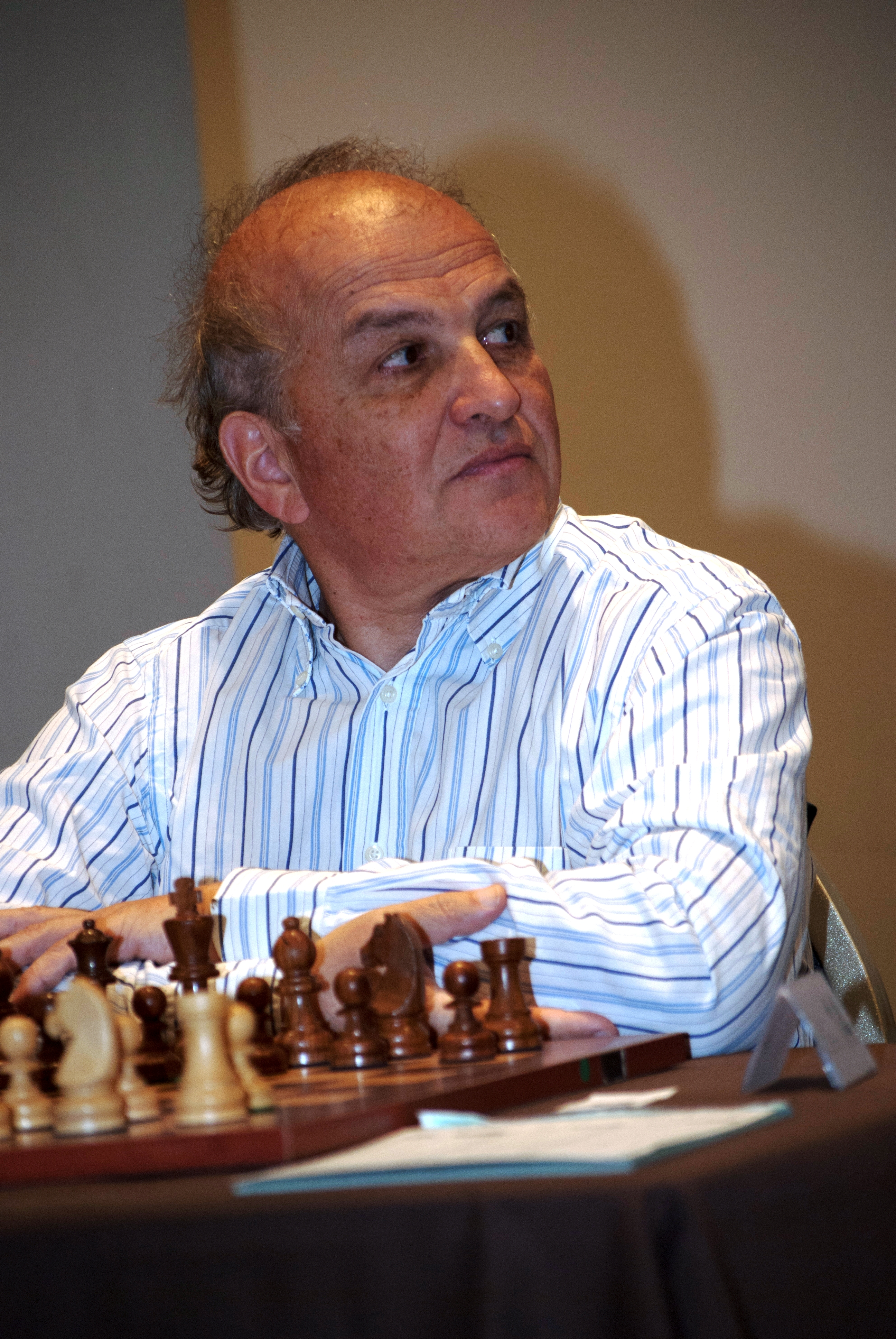
2011 год

В начале 1981 года Александр Белявский вновь стал чемпионом СССР, на этот раз вместе с Львом Псахисом, а в октябре того же года он выиграл традиционный международный турнир в голландском городе Тилбурге, опередив Петросяна, Портиша, Тиммана, Любоевича, Андерссона, Каспарова, Спасского, Ларсена, Хюбнера.
В 1982 году Белявский успешно выступил на межзональном турнире в Москве, заняв второе место вслед за Гарри Каспаровым, и получил право участвовать в претендентских матчах. В первом же матче жребий свёл его с Гарри Каспаровым. Белявский проиграл матч со счетом 3:6 (+1, −4, =4).
Неудача не сломила Белявского. Он был одним из лидеров сборной СССР на всех командных состязаниях с 1982 года, в том числе — 1-е место на 1-й доске в 1984 году, показал лучший результат в матче с избранными шахматистами мира.
В 1987 году Белявский в третий раз стал чемпионом СССР.
Продолжало расти и число побед на престижных международных турнирах, таких как Вейк-ан-Зее (1984, 1985), Лондон (1985), Сочи (1986), Тилбург (1988), Мюнхен (1990), Амстердам (1990), Белград (1993), Чачин (1996), Полянице-Здруе (1996).
В 1996 году Белявский получил гражданство Словении и в том же году стал в первый раз чемпионом этой страны. В составе сборной Словении 11 раз участвовал во Всемирных шахматных олимпиадах (1996—2016), 10 раз — в командных чемпионатах Европы (1997—2011; 2015, 2017), почти во всех этих соревнованиях играя на первой доске.
Тренер и секундант. В конце 1980-х годов дважды работал с А. Е. Карповым в спаррингах, в 1990-е годы был секундантом Г. К. Каспарова. На женском чемпионате мира (2015) был тренером Марии Музычук, ставшей 15-й чемпионкой мира. В ноябре 2023 года назначен главным тренером мужской сборной Украины.

## Награды
- Орден Дружбы народов (1985)

## Книги
- Александр Белявский, Адриан Михальчишин. Интуиция. — М.: РИПОЛ классик, 2003. — 167 с. — (Искусство шахмат). — ISBN 5-7905-2125-8.
- Александр Белявский. Бескомпромиссные шахматы. — М.: РИПОЛ классик, 2004. — 266 с. — (Великие шахматисты мира). — ISBN 5-7905-2399-4.